# 埃尔桑·萨内尔
埃尔桑·萨内尔（土耳其語：Ersan Saner，1966年—），北賽普勒斯政治人物，前任北塞浦路斯總理。